# Daniel Trembly MacDougal
Daniel Trembly MacDougal (1865-1958) was een Amerikaanse botanicus.
In 1894 behaalde hij zijn Master of Science aan DePauw University. Hij behaalde zijn PhD aan de Purdue University. Vervolgens had hij aanstellingen als postdoc aan de universiteiten van Leipzig en Tübingen.
MacDougal was in dienst van de USDA om gedurende de zomers van 1891 en 1892 specimens te verzamelen in Arizona en Idaho. Hij onderwees tussen 1893 en 1899 plantenfysiologie aan de University of Minnesota.
Tussen 1899 en 1906 werkte hij bij de New York Botanical Garden. Aanvankelijk was hij directeur van de laboratoria. In 1904 werd hij gepromoveerd tot assistent-directeur. In 1905 was hij betrokken bij de oprichting van het Desert Laboratory in Tucson (Arizona). Hiervan werd hij de eerste directeur. In 1806 werd hij directeur botanisch onderzoek van het Carnegie Institution in Washington D.C.. Hij bleef verbonden aan dit onderzoeksinstituut tot aan zijn pensioen in 1928. In 1909 richtte hij een botanisch laboratorium op in Monterey County (Californië), waar hij onderzoek verrichtte naar de Montereyden.
MacDougal werd gezien als een expert op het gebied van woestijnecologie . Hij was een van de eerste botanici die chlorofyl onderzochten. Ook verkreeg hij bekendheid met de uitvinding van de 'MacDougal-dendrograaf', een instrument om de veranderingen in de volumes van boomstammen te meten. Hij ondernam expedities naar Arizona, Californië, Mexico en de Libische Woestijn. In 1905 publiceerde hij de Amerikaanse colleges van Hugo de Vries met betrekking tot de mutatietheorie.
MacDougal kreeg meerdere eerbewijzen in zijn leven. Hij was lid van meerdere wetenschappelijke organisaties, waaronder de Hollandsche Maatschappij der Wetenschappen en de American Academy of Arts and Sciences. Hij was erelid van de California Academy of Sciences en de Botanical Society of Edinburgh. In 1956 kreeg hij een carrière-award van de Botanical Society of America. Hij kreeg eredoctoraten van de DePauw University in 1912 en de University of Arizona in 1915. In 1950 was hij de ere-voorzitter van het Internationaal Botanisch Congres in Stockholm. In 1956 kreeg hij het eerste 'Certificate of Distinguished Service' van de New York Botanical Garden.